# Caldas Brandão
Caldas Brandão är en kommun i Brasilien.   Den ligger i delstaten Paraíba, i den östra delen av landet, 1 700 km nordost om huvudstaden Brasília. Antalet invånare är 5 637.
Omgivningarna runt Caldas Brandão är en mosaik av jordbruksmark och naturlig växtlighet. Runt Caldas Brandão är det ganska tätbefolkat, med 83 invånare per kvadratkilometer.